# 축시의 참배

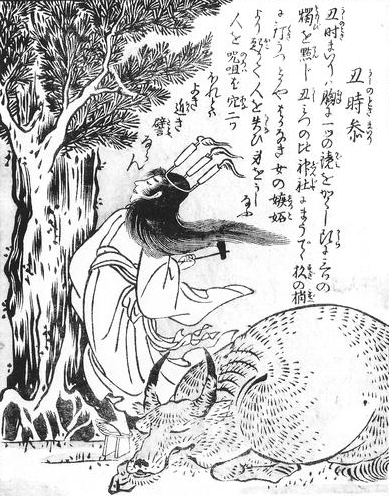
토리야마 세키엔의 『금석화도속백귀』의 「축시참」(丑時参)

축시의 참배(일본어: 丑の時参り 우시노 토키 마이리[*]) 또는 축각의 참배(일본어: 丑の刻参り 우시노 코쿠 마이리[*])는 일본에 예로부터 전해지는 저주의식이다. 축시(새벽 1시-새벽 3시)에 신사의 신목에 짚인형을 못으로 박는다. 저주 시전자가 흰 소복을 뒤집어쓰고 촛불을 꽂은 쇠고리를 머리에 쓴 모습으로 전형적으로 묘사된다. 매일 밤 이 짓을 하고 7일째가 되면 저주하는 상대가 죽지만, 도중에 누군가에게 그 행위를 들키면 효력이 없어진다고 한다. 연고가 있는 장소로 교토시의 키후네 신사가 유명하다. 하지만 키후네 신사는 24시간 오픈하지 않기 때문에 실제로 체험해볼 수는 없다.

## 같이 보기
- 어령신앙
- 시키가미
- 신체 (신토)
- 미타마